# Frente Amplio Progresista

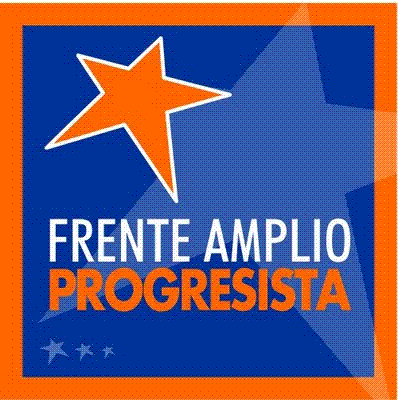
Logo des Frente Amplio Progresista

Das Frente Amplio Progresista (abgekürzt FAP, deutsche Übersetzung: Breite progressive Front) ist eine argentinische Parteienallianz, die im Juni 2011 gegründet wurde. Sie ist dem Mitte-links-Spektrum zuzuordnen und versteht sich als Oppositionsplattform gegenüber dem derzeit (2012) regierenden Frente para la Victoria und dem Partido Justicialista (PJ).
Bei den Präsidentschaftswahlen 2011 erlangte der Kandidat der Allianz Hermes Binner mit 16,8 % den zweiten Platz, allerdings mit weitem Abstand zur Wahlsiegerin Cristina Fernández de Kirchner (FPV/PJ), die die absolute Mehrheit erlangte.

## Mitglieder
Die Mitgliedsparteien des FAP haben gemeinsam, dass sie jeweils in bestimmten Regionen des Landes stark vertreten sind, auf nationaler Ebene jedoch kaum Einfluss besitzen.
- Generación para un Encuentro Nacional (GEN), sozialdemokratische Abspaltung der UCR in der Provinz Buenos Aires
- Movimiento Libres del Sur, demokratisch-sozialistische Partei
- Partido Nuevo / Frente Cívico, Regionalpartei aus der Provinz Córdoba
- Partido Socialista, traditionelle sozialistische und sozialdemokratische Partei

## Geschichte
Der Gründung des FAP vorausgegangen war die Auflösung des Parteienbündnisses Acuerdo Cívico y Social, das 2009 anlässlich der Parlamentswahlen gegründet worden war und die Unión Cívica Radical, das Partido Socialista und die Allianz Coalición Cívica, dem die Coalición Cívica ARI, GEN und Unidad Popular und andere Parteien angehörten, umfasste. Nach dem Austritt der CC-ARI im Jahr 2010 verhandelte die UCR mit den verbliebenen Parteien über eine erneute Allianz, die jedoch Mitte 2011 endgültig scheiterte, als der UCR-Kandidat Ricardo Alfonsín seine Zusammenarbeit mit dem Rechtsperonisten Francisco de Narváez bekanntgab.
Das Partido Socialista, das als einzige auf Provinzebene eine Regierung stellt (Provinz Santa Fe), gab daraufhin am 26. Juni 2011 die Gründung des Frente Amplio Progresista bekannt. Ursprünglich sollte die Allianz auch die in der Stadt Buenos Aires starke Linkspartei Proyecto Sur umfassen. Wegen Differenzen um die Listenplatzierungen trat Proyecto Sur separat zur Wahl 2011 an.
Noch vor der Wahl schlossen sich die Abgeordneten und Senatoren der Mitgliedsparteien zu einem Interbloque (etwa: Fraktionsgemeinschaft) zusammen, weiterhin stieß ein Abgeordneter der Coalición Cívica, Sebastián Cinquerrui, hinzu. Der Block ist seit der Wahl 2011 im Abgeordnetenhaus mit 23 Vertretern die drittstärkste Kraft hinter dem FPV und der UCR.